# Ратич Василь Пилипович
Васи́ль Пилипович Ра́тич (26 квітня 1888, село Вербиця, нині Шумського району Тернопільської області — 10 травня 1953, США) — український педагог. Чоловік воячки Легіону УСС Ганни Дмитерко.

## Життєпис

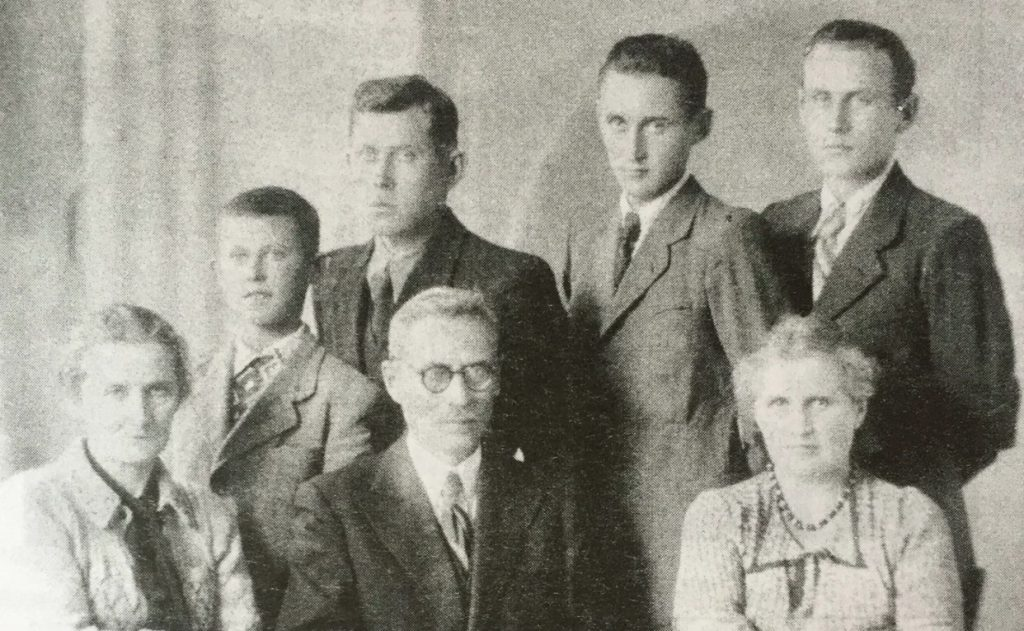
Зліва направо: Олена Степанів, Василь Ратич, Ганна Дмитерко (позаду сини Ганни Дмитерко). 1926

Син директора школа в Лісниках біля Бережан Пилипа Ратича. Брат священиків УГКЦ о. Івана, Степана, Володимира Ратичів. Закінчив із відзнакою гімназію у Бережанах.
Після участі у визвольній боротьбі в рядах Українських Січових Стрільців та після закінчення Першої світової війни був професором гімназії в Рогатині та інспектором шкільництва на Рогатинщині. Був останнім директором Рогатинської гімназії імені Володимира Великого, ліквідованої 1939 року, коли на західні землі прийшли більшовики.
Під час Другої світової війни разом із дружиною та молодшими дітьми емігрував до США.

### Сім'я
У бригаді УСС вістун Василь Ратич познайомився з Ганною Дмитерко. 1919 року вони вінчалися у церкві села Лісники (нині Бережанського району Тернопільської області).
У Ратичів було четверо синів: Любомир, Олег, Володар і Ростислав. Олег і Володар під час Другої світової війни служили у першій Українській дивізії «Галичина», куди вступили добровольцями в перші дні її формування. Брали участь у боях під Бродами. У липні 1944 року Володар, який був воєнним кореспондентом, загинув під Бродами.